# Кёрнер, Отто
Отто Кёрнер (нем. Otto Körner; 10 мая 1858, Франкфурт-на-Майне — 9 октября 1935) — немецкий оториноларинголог.
Учился в Марбурге, Фрайбурге и Страсбурге. До 1894 года был практическим врачом во Франкфурте-на-Майне. С 1894 профессор ушных и горловых болезней в Ростоке; в 1899 организовал и возглавил первую в Германии университетскую отоларингологическую клинику (ныне носит его имя).
Важнейшие труды:
- «Untersuchungen über Wachstumsstörung und Missgestaltung des Oberkiefers und des Nasengerüstes in Folge von Behinderung der Nasenathmung» (Лейпциг, 1891);
- «Die otitischen Erkrankungen des Hirns, der Hirnhäute und der Blutleiter» (Висбаден, 2-е изд., 1896; в русском переводе: «Заболевания мозга, мозговых оболочек и венозных пазух ушного происхождения», перевод со 2-го нем. изд., 1898);
- «Die eitrigen Erkrankungen des Schläfenbeins» (там же, 1899).

Был редактором «Zeitschrift für Ohrenheilkunde».